# تبرشکم‌ها
تبرشکم‌ها (نام علمی: Gasteropelecus) نام یک سرده از راسته تتراسانان است.

## گونه‌ها
- تبرماهی نقره‌ای (C. H. Eigenmann, ۱۹۰۹) (Silver hatchetfish)
- Gasteropelecus maculatus Steindachner, ۱۸۷۹ (Spotted hatchetfish)
- تبرماهی معمولی (کارل لینه, ۱۷۵۸) (River hatchetfish)